# 加泰隆尼亞政府主席
加泰隆尼亞政府主席是加泰隆尼亞政府的最高行政首長，領導加泰羅尼亞各行政機構。其為西班牙《加泰羅尼亞自治法》規定加泰隆尼亞自治區政府組成的一部分，其他部分為加泰罗尼亚议会、內閣、法定擔保理事會和申訴專員。該職也曾經做為2017年10月27日建立之加泰隆尼亞共和國的臨時國家元首。
從2017年10月27日至2018年5月15日，此職位曾一度暫停。

## 外部連結
- President of the Generalitat of Catalonia